# Anatole France
Anatole France (tên thật là François-Anatole Thibault, 16 tháng 4 năm 1844 – 13 tháng 10 năm 1924) là nhà văn Pháp đoạt giải Nobel Văn học năm 1921.

## Tiểu sử
Anatole France sinh ở Paris, là con của một chủ cửa hàng sách, từ nhỏ đã ham mê văn học, nghệ thuật. Học ở trường Collège Stanislas. Trong thập niên 1860, France tiếp xúc với nhóm Parnasse và xuất bản tập thơ đầu tiên (1873). Sau đó ông chuyển sang viết văn xuôi và thật sự có tiếng tăm khi cuốn tiểu thuyết Le crime de Sylvestre Bonnard (Tội ác của Sylvestre Bonnard, 1881) ra đời và được nhận giải thưởng Viện Hàn lâm Pháp. Trong thập niên 1890, ông viết nhiều bài phê bình văn học cho Le Temps (Thời báo) và in thành 4 tập sách với tên La vie littéraire (Đời sống văn học).
Những năm cuối thế kỉ 19 và đầu thế kỉ 20, tư tưởng và sáng tác của Anatole France đã có những thay đổi. Ông từ bỏ lập trường người quan sát để trở thành chiến sĩ đấu tranh cho nền dân chủ. Cụ thể là trước kia ông thường miêu tả cuộc sống và con người thời kỳ Trung cổ hoặc thời kỳ suy vong của chế độ phong kiến, thì nay ông viết về các sự kiện lịch sử và xã hội đương đại, đồng thời tiếp tục truyền thống nhân văn chủ nghĩa của Rabelais và Voltaire, phê phán nền cộng hòa thứ ba của Pháp, chế giễu không thương xót những kẻ gây chiến tranh xâm lược tàn khốc. Năm 1921 ông được trao giải Nobel Văn học vì "những tác phẩm xuất sắc mang phong cách tinh tế, chủ nghĩa nhân văn sâu sắc và khí chất Gô-loa đích thực"..
A. France là một trong những nhà văn lớn nhất của nước Pháp thời cận đại, trải qua một con đường khó khăn và phức tạp từ chủ nghĩa nhân đạo ảo tưởng đến chủ nghĩa hiện thực cách mạng. Ông mất ở Tours, Indre-et-Loire.

## Tác phẩm
- Poèmes dorés (Những câu thơ vàng, 1873), thơ
- Les Noces corinthiennes (Đám cưới ở Corinthe, 1876), kịch thơ
- Jocaste et Le Chat maigre (Jocaste và con mèo gầy, 1879), truyện
- Le Crime de Sylvestre Bonnard, membre de l'Institut (Tội ác của Sylvestre Bonnard, 1881), tiểu thuyết
- Les Désirs de Jean Servien (Những khát vọng của Jean Servien) 1872-1882), tiểu thuyết
- Le Livre de mon ami (Sách của bạn tôi, 1885), hồi ký
- Balthasar (1889), truyện ngắn
- La vie littéraire (Đời sống văn học, 1888-1892), phê bình văn học, 4 tập
- Thaïs (1890) tiểu thuyết
- L'Étui de nacre (Chiếc rương xà cừ, 1892), tập truyện
- La Rôtisserie de la reine Pédauque (Cửa hàng thịt quay của nữ hoàng Pédauque, 1893), tiểu thuyết
- Les Opinions de Jérôme Coignard (Những ý kiến của Jêrôme Coignard, 1893), tiểu thuyết
- Le Lys rouge (Bông huệ đỏ, 1894), tiểu thuyết
- Le Jardin d'Épicure (Vườn Epicure, 1894), tập cách ngôn
- Le puits de Sainte Claire (Cái giếng của Thánh nữ Claire, 1895), tập truyện
- Pierre Nozière (1899), hồi kí
- L'histoire contemporaine (Chuyện thời nay), gồm 4 tiểu thuyết:
  - L'Orme du mail (Cây đu trên đường dạo chơi, 1897),
  - Le Mannquin d'osier (Hình người bằng cây liễu, 1897),
  - L'Anneau d'amethyste (Chiếc nhẫn tử thạch anh, 1899) và
  - Monsieur Bergeret à Paris (Ông Bergeret ở Paris, 1901)
- Clio (1900), tập truyện
- Opinions sociales (Dư luận xã hội, 1902), tiểu luận
- L'Affaire Crainquebille (Vụ việc Crainquebille, 1901), truyện ngắn, năm 1903 chuyển thể thành vở kịch Crainquebille
- L'église et la république (Nhà thờ và nền cộng hòa, 1904), tiểu luận
- Crainquebille, Putois Riquet et plusieurs autres récits profitables (Crainquebille, Putois, Riquet và những câu chuyện có ích khác, 1904), tập truyện ngắn
- Sur la piere blanche (Trên phiến đá trắng, 1905), tiểu thuyết
- Ver les temps meilleurs (Hướng đến những thời tốt đẹp hơn, 1906), tiểu luận
- L'Île des Pingouins (Đảo chim cánh cụt, 1908), tiểu thuyết
- Vie de Jeanne d'Arc (Đời Jeanne d'Arc, 1908), truyện danh nhân lịch sử
- Les Sept Femmes de Barbe bleue et autres contes merveilleux (Bảy người vợ của Râu Xanh, 1909), tập truyện
- Les Dieux ont soif (Các hung thần lên cơn khát, 1912), tiểu thuyết
- Le Génie latin (Thần Latin, 1913), tiểu luận
- La Révolte des anges (Thiên thần nổi loạn, 1914), tiểu thuyết
- Sur la voie glorieuse (Trên đường vinh quang, 1915), tập tiểu luận
- Ce que disent nos morts (Những người bị giết của chúng ta nói gì, 1916), tập tiểu luận
- Le Petit Pierre (Pierre bé nhỏ, 1918), hồi ký
- La Vie en fleur (Cuộc sống nở hoa, 1922), hồi ký
- Les dialogues sous la rose (Đối thoại dưới hoa hồng, 1917-1924, in năm 1925), tiểu luận triết học